# Collaboration en France
Pour les articles homonymes, voir Collaboration (Seconde Guerre mondiale).
Pour des articles plus généraux, voir Histoire de la France pendant la Seconde Guerre mondiale et Collaboration dans l'Europe occupée par les nazis.
La collaboration en France a eu lieu entre 1940 et 1944. Il s'agit de l'action et du travail commun, menés de manière volontaire par le régime de Vichy dirigé par Philippe Pétain, et notamment mis en œuvre par Pierre Laval, avec l'Allemagne nazie occupant le territoire français.
Elle trouve son origine dans la Convention d’armistice du 22 juin 1940, dont l'article 3 dispose que « le Gouvernement français invitera immédiatement toutes les autorités et tous les services administratifs français du territoire occupé à se conformer aux réglementations des autorités militaires allemandes et à collaborer avec ces dernières d'une manière correcte ».
La collaboration est officialisée lors du discours radiodiffusé du 30 octobre 1940,. Philippe Pétain y évoque sa rencontre avec Hitler et annonce sa décision d’accepter, en violation de l'engagement interallié du 28 mars 1940, le principe de la collaboration avec le Troisième Reich, selon des modalités restant à définir, et d'en assumer la responsabilité devant l'Histoire.
Cette collaboration revêt une forme étatique, initialement annoncée sans exclusive vis-à-vis des États voisins, mais prenant une dimension particulière avec l'Allemagne nazie.[pas clair]
Affirmant qu’elle pourrait atténuer leurs difficultés, Pétain invite dans ce même discours les Français à le suivre dans cette voie : « Ainsi, dans un avenir prochain, pourrait être allégé le poids des souffrances de notre pays, amélioré le sort de nos prisonniers, atténuée la charge des frais d'occupation. Ainsi pourrait être assouplie la ligne de démarcation et facilités l'administration et le ravitaillement du territoire ».
Ce même mois d'octobre 1940, Pétain promulgue les premières lois antisémites.
Cette collaboration se manifeste aussi de manière informelle, par la conduite individuelle de Français en dehors de tout cadre étatique.
On peut distinguer trois sortes de collaboration :
- la collaboration d'État menée par le régime de Vichy[4], mettant notamment la police française au service de l'idéologie nazie dans les rafles de juifs ; on peut également citer la Milice ;
- les collaborationnistes, d'idéologie fasciste, qui prônent le principe de la collaboration politique et l'entrée en guerre aux côtés de l'Allemagne[5],[6] (Rassemblement national populaire (RNP), Parti populaire français (PPF) ou militaires (LVF)[7] ;
- la collaboration économique d'industriels et banquiers (patronat français). Collaboration privée volontaire agréée par décrets vichystes : modèle allemand de concentration économique (élaboré par von Schnitzler de IG Farben). Association de capitaux (sociétés mixtes), cartels franco-allemands, spoliation des concurrents sur le marché européen, pillage allemand (compensation) alimenté par l'Office central de répartition des produits industriels (OCRPI)[8]. Une partie de cette collaboration privée est aussi considérée comme une collaboration technique imposée par les vainqueurs[9].

À la suite de Philippe Burrin, les historiens parlent de « collaboration au quotidien » pour désigner un certain nombre de comportements significatifs, mais ne relevant pas de l'engagement politique actif : rapports personnels cordiaux entretenus avec des Allemands, envoi de lettres de dénonciation à la police ou à la Gestapo (trois à cinq millions de lettres anonymes en France, soit une moyenne de 2 700 lettres par jour, 50 % étant motivées par l'espoir d'une récompense en argent, 40 % relevant de raisons politiques, 10 % de vengeances), chefs d'entreprises sollicitant d'eux-mêmes des commandes de l'ennemi, relations amoureuses affichées avec des soldats de l'armée d'occupation, voire des membres de la Gestapo, etc..
Il peut y avoir chevauchement entre la collaboration d'État et le « collaborationnisme » : de nombreux collaborationnistes parisiens, certains partisans convaincus de la victoire allemande et de l'idéologie nazie, sont ainsi entrés au gouvernement de Vichy.
Depuis les travaux d'Eberhard Jäckel, les historiens revisitent également cet aspect du régime de Vichy depuis le point de vue allemand : « collaboration du cheval et du cavalier », selon Goebbels, les nazis n'ont jamais pris au sérieux les demandes de l’État français, qu'ils n'utilisaient que pour asservir un peu plus profondément le pays.

## La collaboration d'État en France

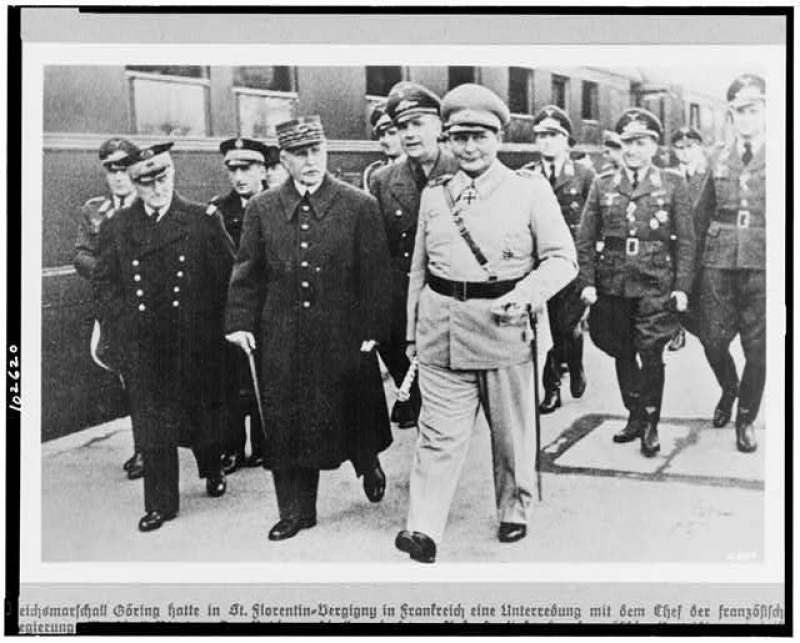
En 1941, le maréchal Pétain et l'amiral Darlan avec le maréchal du Reich Hermann Göring.

La collaboration d'État est l'aide apportée à l'Allemagne nazie par le gouvernement de Vichy et l'administration française. Cette aide se situe principalement sur les plans économique (les frais d'occupation, compensation, cartels, comités d'organisation), policiers (lutte contre la Résistance, livraison d'Allemands antinazis exilés en France, etc.), racial (recensement, arrestation et déportation des Juifs) et militaire (accord Darlan, LVF, Waffen-SS français, etc.).
La collaboration fut lancée médiatiquement à la suite de la rencontre de Pétain et d'Hitler à Montoire-sur-le-Loir, le 24 octobre 1940, avec sa fameuse poignée de main, image symbolique que l'on peut opposer à celle du général de Gaulle prononçant au micro de la BBC son intention de continuer le combat aux côtés des Alliés. L'entrevue de Montoire, bien qu'elle ait été préparée par Pierre Laval au moyen de rencontres avec les dirigeants nazis (dont Hitler lui-même, deux jours avant au même endroit) eut un bilan fort maigre : aucun engagement concret ne fut pris d'aucune part, seul le principe de la collaboration fut mis en place, avec un malentendu, soigneusement entretenu par les Allemands, sur le sens réel de cet engagement.
Dans un courrier adressé au général Weygand en date du 9 novembre 1940, Pétain précise qu’aucune modalité d’application n’a été envisagée et qu’il s’est borné à « réclamer l’amélioration du sort des prisonniers, du ravitaillement, des communications entre les deux zones » ainsi que « de la suppression de la ligne de démarcation ». Il ajoute être bien conscient que la question d’une collaboration se reposera à nouveau, mais qu’il entend la limiter à « des considérations d’ordre économique » ou aux moyens de préserver les possessions africaines de l’empire. Il se refusera également à toute tentative d’engager la France dans une agression contre l’Angleterre. Il conclut en insistant sur sa volonté « de maintenir un équilibre prudent » entre les pressions anglo-saxonnes et une collaboration économique « inévitable » avec l’Allemagne .
Pour Pétain, comme pour Laval, les concessions faites à l'occupant à partir de l'accord de Montoire devaient entraîner sa mansuétude : devant ces gages de bonne volonté, l'Allemagne aurait accordé des contreparties, comme le retour des prisonniers de guerre français, l'aménagement de la ligne de démarcation ou le retour du gouvernement français à Versailles. Comme le dit Pétain dans son discours du 11 octobre 1940, le choix « appartient d’abord au vainqueur » s’il veut « dominer sa victoire ». Mais, Hitler, en raison de son immense francophobie, n'était nullement disposé à faire des concessions au vaincu de juin 1940. De plus, il considérait la collaboration comme un atout tactique et stratégique : aide purement ponctuelle et militaire, elle devait aider l'Allemagne dans la perspective du conflit en cours avec le Royaume-Uni et du projet d'invasion de l'URSS. Il s'agissait pour les nazis de se garantir des intentions françaises, c'est-à-dire de « neutraliser la France aux moindres frais » en maintenant « une écrasante domination économique » et en s'assurant « que Vichy s'opposera fermement à toute tentative de mainmise des gaullistes et des Anglais sur l'Afrique du Nord ». L'historiographie récente tend à revoir à la hausse les propositions françaises, sur la base des procès-verbaux publiés en 1961 (en anglais) par les Américains : c'est Pétain qui a proposé une « collaboration » consistant en une action militaire anti-anglaise de l’armée de Vichy en Afrique (pour reprendre l'AEF également), sans nécessairement l'appui de troupes allemandes mais avec l'accord d'Hitler,. Celui-ci a ignoré la demande, par méfiance et n'étant venu, selon François Depla, que pour faire diversion sur le front sud tandis qu'il concentrait déjà ses moyens à l'est.
Pétain déclara, dans son allocution radiophonique du 30 octobre, que la France entrait dans une ère nouvelle : « j'entre dans la voie de la collaboration ». Mais il avoua par la suite sa déception devant l'absence d'accord concret, et d'engagement de la part d'Hitler. Il confia par la suite avoir rencontré un « rien du tout », un « médiocre qui n'a pas retenu les leçons de l'histoire », allant jusqu'à minimiser la rencontre en affirmant que Montoire était dès le départ conçu comme un simple « tour d'horizon » informel. Ceci ne l'amena pourtant pas à tirer les leçons de cet échec, dont il ne soupçonna sans doute jamais la portée réelle. Laval et lui pariaient sur une victoire allemande définitive, et ils voulaient faire de la France le partenaire privilégié d'Adolf Hitler dans l'Europe nazie. Leur illusion était grande qu'Adolf Hitler veuille faire de la France autre chose qu'un vassal taillable et corvéable à merci,. La seule divergence entre les conceptions des deux hommes d'État était une différence de degré : pour Pétain, la collaboration avait des motivations réactionnaires et nationalistes, alors que Laval raisonnait en termes nettement européens, ceux de « l'Ordre nouveau » évidemment.
Le régime de Vichy, pour démontrer sa bonne volonté, a donc recherché la collaboration et fréquemment anticipé ou surenchéri sur les demandes allemandes. Quant aux concessions obtenues en échange de la collaboration, elles furent pour le moins très limitées, le fardeau de l'Occupation ne cessant de s'alourdir jusqu'au bout. Ainsi, en échange du départ de 600 000 à 650 000 jeunes travailleurs au Service du travail obligatoire (STO), Pétain et Laval obtinrent le retour de moins de 100 000 prisonniers pour la plupart âgés et malades, dont une majorité aurait sans doute été rapatriée de toute façon.
Parmi les collaborationnistes qui ont participé aux différents gouvernements de Vichy ou lui ont apporté leur soutien, on peut citer Fernand de Brinon, admirateur du Troisième Reich dès avant-guerre, qui est ainsi le délégué général de Vichy en zone Nord de 1941 à 1944. On peut citer aussi Jacques Benoist-Méchin, principal conseiller de Darlan pour les négociations avec Hitler (1941-1942), Gaston Bruneton, chargé de l'action sociale auprès des travailleurs (volontaires et forcés) français en Allemagne en étroite collaboration avec le D.A.F. (Front Allemand du Travail), Jean Bichelonne, maître-d'œuvre du Service du travail obligatoire (STO), ministre de la Production industrielle, puis, des Transports, ou l'académicien Abel Bonnard dit « Gestapette », promu à l'Éducation nationale en 1942. En 1944, les fascistes et collaborationnistes convaincus Joseph Darnand, Philippe Henriot et Marcel Déat entrent au gouvernement sous la pression allemande.
Si de nombreux collaborationnistes parisiens méprisent ouvertement le régime de Vichy qu'ils jugent trop réactionnaire et pas assez engagé dans l'alliance avec le Troisième Reich, d'autres se proclament inconditionnels du maréchal Pétain, à commencer par Darnand. Jacques Doriot, chef du PPF, se présenta jusqu'à fin 1941 comme « un homme du Maréchal ». Pierre Laval, la plus importante personnalité à Vichy, après Pétain, entretenait des relations politiques très étroites avec Déat et Darnand, et prit en personne la tête de la Milice française, organisation collaborationniste très violente et jusqu'au-boutiste, supplétive de la Gestapo.

### Collaboration d'État à la Shoah et spoliations privées des Juifs

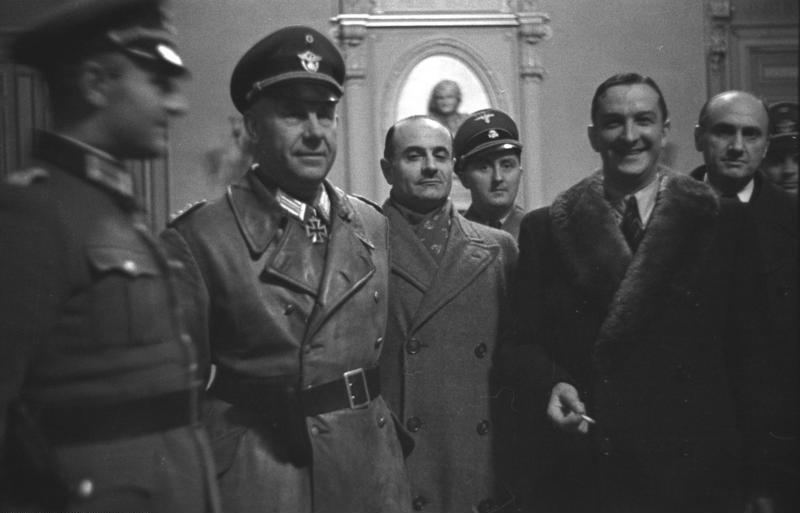
René Bousquet (avec col de fourrure) entouré notamment de Bernhard Griese et du préfet Antoine Lemoine, à l'hôtel de ville de Marseille, pendant la rafle de Marseille, janvier 1943.

Le régime de Vichy accorda son soutien au régime nazi particulièrement au travers de l'expulsion et de la spoliation de leurs biens (aryanisation), associée à la déportation de Juifs étrangers, puis français. Sur les 76 000 Juifs déportés de France, dont 50 000 étaient des Juifs étrangers (y compris 6 000 Juifs dénaturalisés en vertu de la loi du 22 juillet 1940), 40 % ont été arrêtés par la police française, selon les calculs de Serge Klarsfeld. La Milice française a aussi participé à l'arrestation des 25 000 Juifs français déportés.
Bien que le port de l'étoile jaune n'eût jamais été instauré en zone libre, le régime de Vichy fit apposer le tampon « Juif » sur les papiers d'identité, et ne protesta pas non plus contre la mesure prise en zone nord. En application des accords policiers Oberg-Bousquet de mai 1942, c'est la police française qui a assuré avec les nazis la rafle du vel' d'Hiv à Paris. Les personnes raflées furent dirigées vers des camps, dont Drancy. Le 26 août 1942, René Bousquet organisa la rafle et la déportation de 10 000 Juifs étrangers de zone libre.

### Collaboration militaire

#### Les accords Darlan-Abetz (1941)
Le gouvernement de Vichy fut le principal acteur de la collaboration lorsque son vice-président, l'amiral Darlan, qui avait rencontré Hitler à Berchtesgaden les 11 et 12 mai 1941, signa avec l'ambassadeur Otto Abetz les trois protocoles de Paris du 28 mai 1941. Ces textes, qui instituèrent une collaboration militaire entre les forces armées allemandes et françaises (Protocole I pour la Syrie-Liban, Protocole II, pour Bizerte et la Tunisie, Protocole III, pour l'A.O.F. et l'A.E.F., et protocole complémentaire, sur les moyens demandés par le régime de Vichy pour combattre toute riposte alliée) furent personnellement approuvés par Pétain dans son télégramme du 15 mai 1941 au général Dentz, haut commissaire en Syrie. Ces dispositions furent appliquées totalement en Syrie-Liban et partiellement en Afrique du Nord par la livraison à l'ennemi de pièces d'artillerie lourde et de munitions, que celui-ci allait pouvoir utiliser contre les soldats français à Bir Hakeim, puis, pendant la campagne de Tunisie. Le 21 décembre 1941, le général Juin et Hermann Göring se rencontrent à Berlin pour négocier l'utilisation de la base française de Bizerte par l'Afrikakorps, mais c'est un échec, Vichy exigeant en échange un renforcement de l'armée française d'Afrique et un accord général plus favorable que l'armistice du 22 juin 1940, ce que les Allemands refusent.

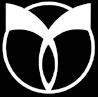
Emblème de la Milice française.

#### La Milice
La Milice française, qui joua un rôle de force supplétive de l'armée allemande, par exemple lors de l'écrasement du maquis du Vercors en 1944, fut créée par le régime de Vichy le 30 janvier 1943. Si — officiellement — elle est présidée par le chef du gouvernement, Pierre Laval, dans les faits, c'est Joseph Darnand, le secrétaire général de cette organisation, qui en est le véritable chef opérationnel.

### Collaboration économique
La collaboration économique, au sens où l'entendent des historiens comme Paxton découlent d'abord de la dette de guerre théoriquement fixée par l'armistice de juin 1940. Seul le principe est fixé par la convention d’armistice, mais pas le montant (art. 18), l’exécution étant renvoyée à une commission allemande d’armistice (à Wiesbaden) devant laquelle la représentation française « reçoit les ordres » (art. 22). La fixation du montant à 400 millions de francs par jour organise une prédation immédiate sur l’économie française, malgré l’accablement du général Huntzinger a Wiesbaden : les charges d’occupation, réglées par un budget spécial, représentent 133 % du budget ordinaire de l’État. Après l'invasion de la zone sud, ces frais sont portés à 500 millions de francs par jour. Globalement, la somme versée au titre de l’entretien de troupes d’occupation s’est élevée à 631,8 milliards de francs, soit, au cours imposé, 31,6 milliards de marks. Par comparaison, les revenus budgétaires annuels ordinaires du Reich en 1942 s’élevaient à 49 milliards de marks. Sur l'ensemble de l'année 1943, ces paiements représentent 36 % du revenu national français. L'appareil productif est entièrement tourné vers les besoins allemands : en 1943 et 1944 (avant l'effondrement du régime), l'industrie automobile a fourni à l'occupant 60 % puis 70 % de sa production. Pour l'industrie aéronautique, il s'agit de la totalité.
Elle a pris également la forme du travail des prisonniers de guerre, des travailleurs envoyés en Allemagne dans le cadre de « la relève » et du STO, de la contribution des entreprises françaises à l’effort de guerre allemand (Renault par exemple) et du prélèvement sur le patrimoine national (fonte des statues, spoliations des Juifs, etc.). Les travailleurs français sont les seuls d’Europe à avoir été requis par les lois de leur propre État et non par une ordonnance allemande (loi du 16 février 1943).
Globalement, l’exploitation économique par l’occupant s’est mise en place dès le début et n’était pas ignorée du maréchal Pétain. Son ministre du Travail et de la production industrielle, René Belin, l’alerte le 7 août 1940 : « Un cordon barrant la France produit sur son économie l’effet que produirait un mur infranchissable… La ligne de démarcation se présente ainsi comme une frontière hermétiquement fermée et la zone occupée devient déjà un pays annexé et exploité par le vainqueur, au lieu d’une région soumise à l’occupation militaire prévu par la convention d’armistice ».

### Collaboration féminine
Outre les cas dits de « collaboration horizontale » (terme utilisé officiellement dès 1944-1945 pour désigner « des relations sexuelles avec un soldat allemand »), des femmes ont pris une part active à la collaboration, aux côtés de la Milice, comme Maud Champetier de Ribes, la maîtresse de Raoul Dagostini, ou aux côtés des Allemands, comme Mireille Provence, « l'espionne du Vercors ».

### La collaboration d'État
Philippe Pétain était au départ un « réactionnaire ». Il profita de la défaite française pour mener à bien son projet de Révolution nationale. Celle-ci ne pouvait s'épanouir que dans le cadre de la défaite, puisque toute victoire des Alliés aurait signifié le retour aux libertés fondamentales et la fin des persécutions contre les Juifs, les francs-maçons, les républicains.
Pierre Laval, tout en collaborant de façon outrancière, était avant tout un opportuniste qui jugeait préférable que la France soit du côté de l'Allemagne à l'issue de la victoire de celle-ci — qu'il jugeait inéluctable. C'est la raison sans doute pour laquelle il déclara : « je souhaite la victoire de l'Allemagne parce que, sans elle, le bolchevisme demain s'installerait partout ». À partir de 1943-1944, toutefois, la position de Laval se révéla être bien au-delà d'un simple opportunisme, puisqu'il ne varia pas dans sa politique, malgré l'inéluctabilité devenue évidente de la défaite allemande. Au contraire, il accentua la collaboration, notamment en créant la Milice et le STO.

## Les collaborationnistes en France
Le terme « collaborationniste » serait dû à Marcel Déat, dans L'Œuvre du 4 novembre 1940. Le terme était employé dans la presse résistante durant l’occupation.
Le collaborationnisme ne se contente pas de pratiquer la collaboration, mais cherche à l'encourager, à la promouvoir, à en faire un thème politique. La différence politique entre le gouvernement de Vichy et les collaborationnismes réside dans le fait que ces derniers souhaitent une entrée en guerre de la France aux côtés de l'Allemagne et la mise en place d'un régime à parti unique similaire aux partis fasciste et national-socialiste. Le collaborationnisme est le fait des partis politiques et de la presse collaborationnistes. De fait, la mise à disposition de troupes françaises secondant l'armée allemande sera le fait des collaborationnistes et non de Pétain.
Ces serviteurs pourtant ostensibles de l'ennemi n'hésitaient pas à se qualifier de « nationaux ». Les Allemands eux-mêmes, qui ne les prenaient pas très au sérieux, les utilisèrent surtout pour accroître leur pression sur le gouvernement de Vichy. Les « collabos » n'étant qu'une poignée d'hommes et de femmes isolés et méprisés par la masse du pays (environ 2 % de la population), Adolf Hitler se garda de leur confier des responsabilités trop importantes. D'autant que dans son esprit, le fascisme rendait les peuples forts, ce qui aurait donc été un danger à ses yeux pour l'hégémonie allemande. Hitler demanda ainsi à l'ambassadeur d'Allemagne en France, Otto Abetz, le 3 août 1940 de faire en sorte que la « France reste faible » et que « tout soit entrepris pour susciter la division interne », affirmant qu'il n'y a « aucun intérêt à soutenir réellement des forces völkisch ou nationales en France ». Suivant les directives de Berlin, Abetz va donc travailler à maintenir la division des partis collaborationnistes pour empêcher que l'un finisse par constituer un mouvement national et autoritaire de type fasciste susceptible de rendre à la France sa force ; il suscite des concurrents le plus souvent groupusculaires au PPF de Jacques Doriot dont il écrira en 1942 qu'il faut contrer ses initiatives car « il pourrait finir par s'imposer et susciter une mystique nationale capable de rénover la France dans le sens national-socialiste ». Conformément à ses inclinations personnelles d'ancien social-démocrate, Abetz préfère travailler avec d'anciens socialistes comme Marcel Déat et avec des collaborateurs surtout motivés par le pacifisme et l'idée d'unifier l'Europe, quitte à ce que ce soit sous domination allemande et il plaida en ce sens auprès de Berlin : dans son rapport à Ribbentrop daté du 23 juin 1941, Abetz prône « un traité de paix qui empêcherait, par la mise en place d'un gouvernement de gauche et l'occupation permanente par l'Allemagne, toute opposition contre l'Europe dirigée par le Reich ». De fait, le conseiller Schleier, « constatant que la grande majorité des partisans de la politique de collaboration vient de la gauche française » pousse Abetz à favoriser l'entrée au gouvernement de Vichy des syndicalistes et socialistes acquis à la collaboration.
L'agitation menée par les collaborationnistes les plus voyants, installés pour la plupart à Paris occupé, et venus d'horizons politiques variés, fit parfois oublier l'action patiente et résolue du gouvernement de Vichy en matière de collaboration.

### Les partis collaborationnistes

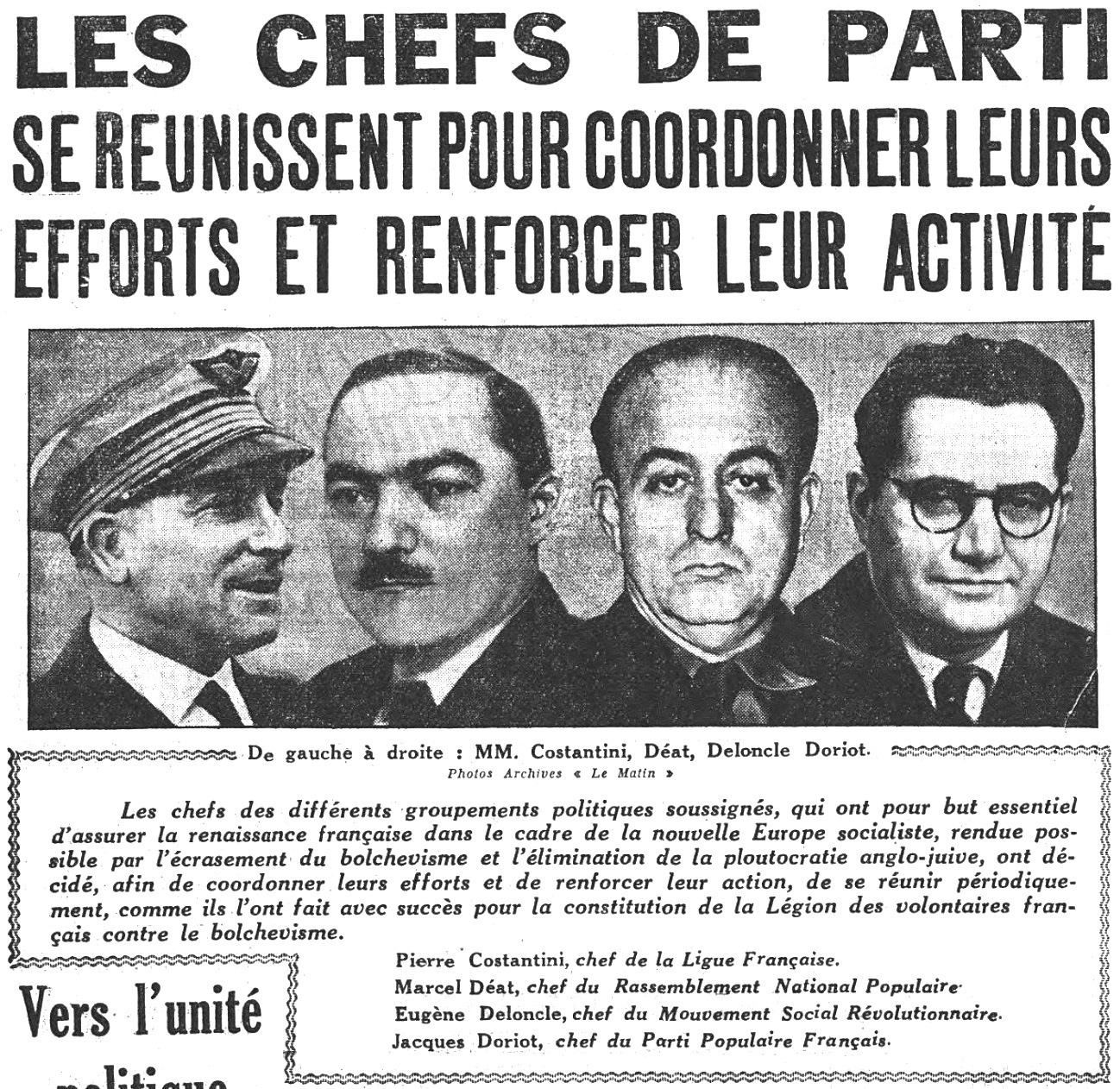
Les chefs des principaux partis collaborationnistes en 1941. De gauche à droite : Costantini (Ligue française), Déat (RNP), Deloncle (MSR) et Jacques Doriot (PPF). Extrait de la une du Matin du 10 octobre 1941.

Dès juillet 1940, des activistes tentent leur chance en créant des partis politiques favorables à l'occupant nazi. Ils sont ensuite rejoints par les hommes politiques fascistes déçus par le caractère réactionnaire, catholique et moralisant du régime de Vichy (vers l'automne 1940).
Tout en se réclamant officiellement du maréchal Pétain, le petit monde collaborationniste parisien se distingue tout d'abord par sa volonté d'aller plus loin que le régime de Vichy. Au contact direct des forces d'occupation allemandes, il prône l'instauration d'un régime fasciste ou nazi en France, plus « révolutionnaire », et engagé sans arrière-pensée dans la collaboration avec l'Allemagne nazie. Les collaborationnistes parisiens vont progressivement prendre des places au sein du régime de Vichy qu'ils ont tant critiqué au départ et tendront à radicaliser encore plus le régime (Marcel Déat, ministre en 1944).
Autre caractéristique du petit monde collaborationniste, l'incapacité à s'unir, et les intrigues entre chefs (la rivalité entre Jacques Doriot et Marcel Déat, mais, aussi, entre Marcel Déat et Eugène Deloncle, etc.). Marcel Déat a tenté de réaliser un parti unique en 1941 en alliant RNP et MSR, puis, en 1943, au sein d'un éphémère Front révolutionnaire national.
Tout ce monde se retrouvera, avec le maréchal Pétain et les derniers fidèles de Vichy en exil en Allemagne, à Sigmaringen en 1944-1945. Jacques Doriot tentera de rejouer l'aventure gaullienne à l'envers en prenant la tête d'un Comité français de libération nationale et enverra quelques agents pro-allemands dans la France libérée par les Alliés. Certains se retrouveront dans la LVF, à défendre le dernier carré des chefs nazis dans le Berlin dévasté au printemps 1945.
- Les deux principaux partis collaborationnistes :
  - Parti populaire français (ou PPF), fondé en 1936 et dirigé par Jacques Doriot, ancien député communiste de Saint-Denis[43], ouvertement fasciste. Maximum de 20 000 à 30 000 membres[réf. nécessaire].
  - Rassemblement national populaire (ou RNP), fondé en 1941 et dirigé par Marcel Déat, ancien député socialiste SFIO, puis, néo-socialiste, parti de classes moyennes, plus « modéré » que le PPF. Maximum de 20 000 à 30 000 membres.
  - Satellites du RNP :
    - Ligue de pensée française, fondée en 1942 par René Château, ancien député radical-socialiste. Le mouvement le plus étonnant, constitué de sincères intellectuels républicains favorables à la Collaboration pour que, en échange, l'Allemagne permette à la France de rétablir la République.
- Partis collaborationnistes « moyens » (plus de 1 000 membres) :
  - Parti franciste, fondé en 1933 par scission de la Milice socialiste nationale de l’ancien représentant socialiste Gustave Hervé. Fondé et dirigé par Marcel Bucard, réactionnaire de droite passé par toutes les ligues. Membres : 5 500 à 8 000 maximum.
  - Mouvement social révolutionnaire (ou MSR), issu de la Cagoule, fondée en 1936 par scission de l'Action française. Fondée et dirigé par Eugène Deloncle, ancien membre de l’Action française, puis dirigé en 1942-1944 par Georges Soulès, socialiste SFIO membre du cabinet de Charles Spinasse dans le gouvernement du Front populaire. Parti de comploteurs d’extrême-droite. Membres : vers 1 500 à 16 000 membres maximum selon les sources.
  - Jeunes de l’Europe nouvelle (issu de la branche jeunes du groupe Collaboration). Dirigé par Marc Augier, ancien organisateur du Centre laïque des auberges de jeunesse et membre de cabinet de Léo Lagrange dans le gouvernement du Front populaire, puis, par Jacques Schweizer, président des JNS, successeur de la ligue d’extrême-droite des Jeunesses patriotes, 1 500 membres maximum).
  - Les jeunes du Maréchal, créés par Jacques Bousquet, professeur de lycée, puis pris en main par Jean-Marie Balestre et Robert Hersant. Membres : 1 400 maximum.
  - Ligue française d’épuration, d’entraide sociale et de collaboration européenne (Mouvement social européen), dirigé par Pierre Costantini, officier bonapartiste. 1 000 à 3 000 membres maximum.
- Organisations collaborationnistes de notables et d’élus
  - Groupe Collaboration, dirigé par Alphonse de Châteaubriant, écrivain réactionnaire. Groupe de notables conservateurs spécialisés dans les conférences à thèmes sur la collaboration. Audience : 33 comités en zone sud et un nombre inconnu en zone nord.
  - Comité d’action antibolchévique (CAA), dirigé par Paul Chack, officier de marine et écrivain d’extrême droite. Groupe de soutien à la LVF. Membres : 1 000 environ mais qui appartiennent aussi à d’autres organisations collaborationnistes.
  - Parti ouvrier et paysan français (POPF), dirigé par Marcel Gitton, ancien no 3 du PCF puis Marcel Capron, député-maire d’Alfortville élu en 1936 sous l'étiquette PCF. Parti regroupant d'anciens communistes passés à la collaboration. Membres : 300 en zone nord.
  - Comité ouvrier de secours immédiat (Cosi), dirigé par Georges Yvetot, figure historique du syndicalisme français, puis par René Mesnard, socialiste passé au RNP, et Jules Teulade, ancien communiste passé au PPF. Organisation « caritative » pour les ouvriers bombardés, en fait, instrument de propagande collaborationniste envers les milieux ouvriers.
  - Les Énergies françaises, ébauche de futur parti unique piloté fin 1942 par Pierre Laval. Chef : Léon Cayla, ancien gouverneur général de Madagascar. Mais, restera un petit groupe de notables conservateurs.
- Groupuscules collaborationnistes (moins de 1 000 membres)
  - Parti français national-collectiviste (PFNC), fondé en 1934 et dirigé par Pierre Clémenti, journaliste de la presse radicale-socialiste. Membres : quelques centaines. Proche en 1940 du Jeune front (dirigé par Robert Hersant, ancien membre des Jeunesse socialistes) et des Gardes françaises.
  - Front franc, dirigé par Jean Boissel, ancien combattant d’extrême-droite et ultra-raciste. Membres : quelques dizaines.
  - Le Feu, dirigé par Maurice Delaunay, ancien député apparenté au PDP démocrate-chrétien. Il se fait appeler « François Henry Prométhée », « le Maître du feu » et prône une renaissance de la France sans idée politique claire. Cette histoire de fou ne dure que 6 mois, mais, largement subventionnée par l’Allemagne qui voulait peut-être discréditer les collaborationnistes.
  - Autres groupuscules : Parti national-socialiste français (PNSF) (environ 50 membres), Croisade française du national-socialisme (CFNS), Formations éclaires révolutionnaires (50 membres maximum), Les Hitlériens français (une douzaine de membres), Mouvement national-syndicaliste-L'Union française, Les Gardes du peuple révolutionnaire, Comité d'épuration de la race française, Cadets de France (organise quelques camps de jeunesse de 100 à 300 membres).
- Collaborationnistes régionalistes
  - Parti national breton pro-nazi.
  - Brezona, détaché du Parti national breton, qui se réclame du national-socialisme ; et dans cette mouvance Galv ouvertement pro-nazi, et formé à partir des rédacteurs de la revue Arvor, Stur d'Olier Mordrel, et le Bezen Perrot formé par une fraction du Parti national breton.

### La presse collaborationniste, ou collaboration de plume
Avant le début de la Seconde Guerre mondiale, le décret-loi du 26 juillet 1936 (décret Daladier) institue un « Commissariat général à l'Information » qui dépend directement de la Présidence du Conseil. Dirigé par le diplomate Jean Giraudoux, il est chargé de contrôler les médias et mobiliser l'opinion contre l'Allemagne nazie. Pendant la drôle de guerre, le commissariat est transformé par le décret du 1er avril 1940 en « Secrétariat d'État de l'Information et de la Propagande » du ministère de l'Information, sur lequel va ensuite s'appuyer la collaboration pour faire accepter aux Français la défaite à travers trois médias : France-Actualité pour les actualités cinématographiques, Radiodiffusion nationale pour les ondes et la presse écrite pour le reste.
Les principaux journaux de presse adoptent alors trois attitudes : soit ils se sabordent (Le Canard enchaîné, L'Intransigeant, Le Populaire ou L'Humanité) ; soit ils se replient en zone libre dès le 10 juin 1940, essentiellement sur Lyon où existent de nombreuses imprimeries (Le Journal, Paris-Soir ou le Figaro) ; soit ils décident de reparaître en zone Nord (Je suis partout ou Le Matin).
La majorité des titres de la presse collaborationniste en zone occupée sont subventionnés ou détenus en sous-main par l'ambassade d'Allemagne d'Otto Abetz, qui a créé à cet effet les Éditions Le Pont. La presse parisienne, avec Le Petit Parisien et sa radio Le Poste Parisien, propriété de Pierre Dupuy, est dominée par la personnalité du patron de presse Jean Luchaire. L'ambassade d'Allemagne exerce principalement la propagande et la Propaganda Staffel se spécialise dans la censure, notamment grâce à ses bureaux en province. À part les ultra-collaborationnistes, les journalistes agissent plus par opportunisme, appât du gain — alors que les salaires en France sont bloqués, leurs appointements sont doublés par l'entremise de la Propaganda Staffel — ou lâcheté, que par idéologie.
La presse maréchaliste en zone libre soutient majoritairement la politique collaborationniste et antisémite de Pétain en pratiquant l'autocensure, car elle est contrôlée par le « Secrétariat d'État de l'Information et de la Propagande » du ministère de l'Information, dirigé par Paul Marion, puis Philippe Henriot.
Peu à peu, face à la propagande manifeste, les Français se détournent des journaux politiques de la collaboration, qui continuent à annoncer des tirages phénoménaux alors qu'ils réalisent de 30 à 50 % de bouillons. Ils privilégient alors la presse spécialisée (sport, presse féminine) et la presse clandestine (comme Franc-Tireur, Combat ou Libération).
Des dizaines d'écrivains ou journalistes de renom furent des collaborateurs. Les articles spécialisés permettent de connaître plus en détail la nature des engagements de différents écrivains de renom en faveur de l'occupant ou de la Révolution nationale. Albert Lejeune fut le seul éditeur à être condamné à mort et exécuté, mais c'est principalement pour son rôle dans une affaire de presse. Côté écrivains et journalistes, cela a aussi été le cas de Robert Brasillach, de Paul Chack ou de Paul Ferdonnet.
- Georges Albertini, journaliste et secrétaire général du RNP
- Marc Augier alias Saint-Loup, journaliste
- Jean-Henri Azéma, journaliste
- Robert de Beauplan, journaliste, écrivain
- Jacques Benoist-Méchin, historien
- Henri Béraud, journaliste, écrivain
- Abel Bonnard, écrivain, académicien
- Robert Brasillach, journaliste, écrivain
- Louis-Ferdinand Céline[47], écrivain
- Paul Chack, écrivain
- Jacques Chardonne, romancier
- Alphonse de Châteaubriant
- Lucien Combelle, écrivain et journaliste
- Henry Coston, journaliste
- Pierre-Antoine Cousteau, journaliste
- Pierre Drieu la Rochelle, écrivain
- Paul Ferdonnet, journaliste
- Jean Fontenoy, écrivain
- Abel Hermant, écrivain, académicien
- Henry Jamet, libraire et éditeur
- Robert Julien-Courtine, journaliste
- Jean de La Hire, écrivain
- Alain Laubreaux, journaliste
- Jacques de Lesdain, journaliste
- Jean Loustau, journaliste
- Jean Luchaire, journaliste, patron de la presse en zone occupée
- George Montandon, ethnologue, directeur de l'Institut d'étude des questions juives (1941-1944)
- Henry de Montherlant, écrivain
- Camille Mauclair, écrivain
- Lucien Pemjean, journaliste
- Louis-Marie Poullain, journaliste
- Lucien Rebatet, romancier
- Maurice Sachs, écrivain
- Ralph Soupault, dessinateur de presse
- Charles Spinasse, député socialiste, fondateur de l'hebdomadaire collaborationniste Le Rouge et le Bleu
- Georges Suarez, écrivain

### L'engagement militaire aux côtés des Allemands
- La LVF

La Légion des volontaires français contre le bolchevisme fut une initiative privée des chefs des partis collaborationnistes parisiens en juillet 1941 et non pas une création du régime de Vichy. Mais le maréchal Pétain l'a encouragée publiquement à sa création (par exemple en novembre 1941), avant d'adopter une attitude plus prudente par la suite. La LVF fut reconnue d'utilité publique et Pétain déclara que ses soldats détenaient « une part de notre honneur militaire ». Ceux-ci prêtaient serment de fidélité personnelle à Adolf Hitler.
- La Waffen-SS française

La constitution d'une Waffen-SS française (unité militaire de la SS) fut autorisée par le régime de Vichy en juillet 1943.
- La phalange africaine

En réaction au débarquement allié en Afrique du Nord (opération Torch), le gouvernement français veut envoyer une force militaire en Tunisie. Les amiraux Derrien et Esteva restent fidèles au maréchal qui a demandé aux forces militaires d'Afrique du Nord de résister contre les Alliés.

### Collaboration de l'UGIF
Créée par le régime de Vichy, l'Union générale des israélites de France estimait que la question juive en France était un problème d'immigration dû aux Ostjuden, et que les Juifs français pouvaient bénéficier d'une relative immunité. Ce mythe s'est effondré avec l'accélération de la Solution finale en Europe. Le collaborationnisme des dirigeants de l'UGIF s'explique en partie par leur confiance envers Pétain.

## Autres personnalités ayant joué un rôle important dans la collaboration
- Pierre-Louis Brice, patron de l'entreprise Sainrapt et Brice
- Jean-Marie Clamamus, premier sénateur communiste français et maire de Bobigny
- Gaston Bergery, député radical-socialiste
- Louis Darquier de Pellepoix, commissaire général aux affaires juives à partir de mai 1942
- Maurice Gabolde, garde des Sceaux
- Pierre Galien, adjoint de Darquier de Pellepoix
- Étienne Leandri (porte l'uniforme de la Gestapo)
- Jean Leguay, représentant de René Bousquet à Paris
- Maurice Papon, secrétaire général de la préfecture de la Gironde chargé des affaires juives
- Simon Sabiani, adjoint du maire de Marseille pendant l'entre-deux-guerres, puis, maire par intérim
- Xavier Vallat commissariat général aux questions juives jusqu'en mai 1942

## La collaboration syndicale

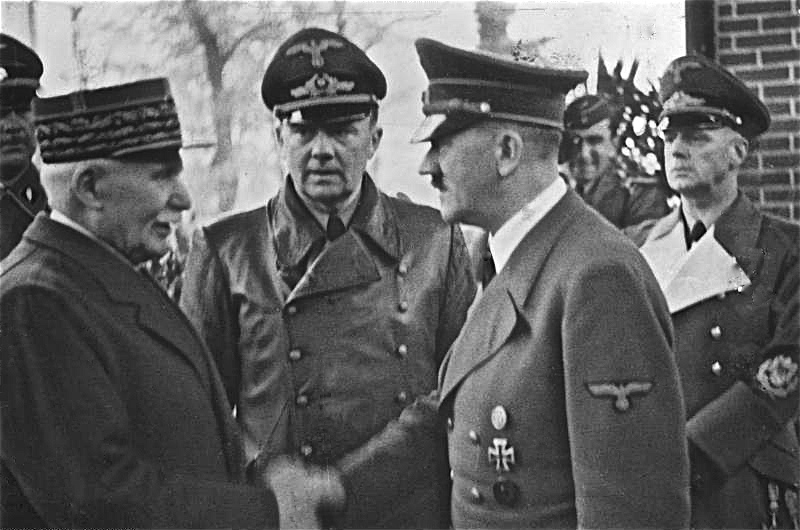
Bundesarchiv Bild 183-H25217, Henri Philippe Pétain et Adolf Hitler.

L'ambassade allemande cherchera régulièrement à favoriser la collaboration des syndicats français, ce qui se traduira par la mise en place de rapports privilégiés avec Pierre Vigne, ancien secrétaire des Fédérations française et internationale des mineurs, Georges Dumoulin, secrétaire de la Fédération des mineurs du Nord, Marcel Roy, secrétaire de la Fédération des métaux, Roger Paul, secrétaire général de la Fédération des travailleurs du textile, Albert Perrot, président de l'Union des syndicats parisiens. Depuis décembre 1940, une coopération suivie existe avec les syndicalistes réunis autour de l'hebdomadaire L'Atelier que dirige l'ancien député socialiste Gabriel Lafaye ; en accord avec l'ambassade, il est décidé d'autoriser les syndicats à réactiver leurs sections et à publier leur bulletins d'information. Le 17 avril 1941 sera créé le Centre syndicaliste de propagande animé par Gabriel Lafaye, René Mesnard, Pierre Vigne et les anciens secrétaires adjoints de la CGT, Aimé Rey et Georges Dumoulin, qui assure la liaison avec le RNP. Entre autres nombreux groupements, l'ambassade travaille avec la Fédération française des travailleurs de l'agriculture d'André Parsal, député communiste rallié à la collaboration et membre du Parti ouvrier et paysan français. Ce collaborationnisme syndical est théorisé notamment par Hubert Lagardelle, penseur du syndicalisme révolutionnaire et figure historique du mouvement ouvrier qui fut séduit par le fascisme après avoir été l'ami de Mussolini à l'époque où celui-ci était au parti socialiste italien. Ayant collaboré à la revue Plans et été le cofondateur de la revue Prélude, Lagardelle participa à l’Institut d’études corporatives et sociales et au Centre français de synthèse et devient ministre du Travail du régime de Vichy dans le gouvernement de Pierre Laval (avril 1942 – novembre 1943). En 1943, il est contraint à la démission du gouvernement et devient rédacteur en chef du journal collaborationniste « de gauche » La France socialiste.

## La collaboration privée
La collaboration d'ordre privé, même si elle est encouragée par des déclarations du régime de Vichy, est celle qui relève de l'initiative privée en particulier dans l'activité professionnelle (le collaborationnisme politique est traité plus haut). Des degrés de responsabilité particuliers peuvent être dégagés : les chefs d'entreprise (en raison des implications collectives des décisions qu'ils prennent) et les artistes et « vedettes » (en raison de l'exemple que constitue leur conduite).

### Collaboration économique privée
- Louis Renault a été accusé à la Libération de collaboration avec l'armée allemande. Les usines Renault furent confisquées et nationalisées sous ce motif.
- Gnome et Rhône fournissait des moteurs d'avions à l'Allemagne. Elle fut nationalisée à la Libération pour faits de collaboration et deviendra la Snecma (faisant aujourd'hui partie du groupe Safran).
- Marius Berliet est condamné, en 1946, à deux ans de prison et à la confiscation de ses biens par la Cour de justice de Lyon pour collaboration avec l'occupant. On lui reproche de s'être empressé de fabriquer des camions pour l'armée allemande, d'avoir ignoré la Résistance (refus des sabotages internes). Il est aussi accusé d'avoir livré l'un de ses ouvriers à la Gestapo par l'intermédiaire d'un responsable de la sécurité de l'usine et milicien, ce qui sera confirmé au cours du procès Lehideux.
- En mai 1941, après les premières arrestations de Juifs, l'entreprise Photomaton propose ses services à l'occupant : « Nous pensons que le rassemblement de certaines catégories d'individus de race juive dans des camps de concentration aura pour conséquence administrative la constitution d'un dossier, d'une fiche ou carte, etc. Spécialistes des questions ayant trait à l'« identité », nous nous permettons d'attirer particulièrement votre attention sur l'intérêt que présentent nos machines automatiques Photomaton susceptibles de photographier un millier de personnes en six poses et ce en une journée ordinaire de travail »[49].
- Des entreprises du BTP (comme Sainrapt et Brice) et des cimenteries (comme Lafarge) ont participé à la construction du mur de l'Atlantique et d'ouvrages bétonnés effectués par l’organisation Todt[50].

### Collaboration artistique
Si nombre d'artistes (comme Ray Ventura ou Jean-Pierre Aumont) ont émigré à cette époque et sont même revenus en France, pour certains, les armes à la main (Jean Gabin), d'autres ont plus simplement — pour reprendre l'expression de Sacha Guitry — « continué à exercer leur métier ». Guitry est représentatif de certaines accusations émises à la Libération, alors qu'il n'y a jamais eu, dans son cas, de preuve tangible d'une collaboration, tandis que ses actions en faveur de Paul Valéry, Tristan Bernard ou Max Jacob sont connues. Alors que le juge d'instruction conclut à un dossier vide, des responsables résistants ont déclaré que cette affaire relevait de l'invention. Il n'en reste pas moins que plus d'une personnalité des arts et des spectacles ne manifesta aucun état d'âme particulier à s'afficher régulièrement aux côtés des Allemands (telles Arletty, Mireille Balin ou Corinne Luchaire), et que celles-ci furent largement mêlées pendant quatre ans à la vie d'un Tout-Paris pas toujours regardant. La boutade prêtée à la comédienne Arletty à ce sujet est restée célèbre : « Mon cœur est à la France, mais mon cul est international ».
Les recettes des cinémas doublent entre 1938 et 1943 (220 longs métrages de fiction sont tournés), celles des théâtres triplent sur la même période, les cabarets reprennent leur exploitation dès juillet 1940.
Comme l'indique l'historien Eberhard Jäckel, les projets de Hitler pour la France étaient de l'éliminer en tant que puissance européenne et d'en réduire l'importance à l'état de nation de seconde zone : « À l'avenir la France jouera en Europe le rôle d'une « Suisse agrandie » et deviendra un pays de tourisme, pouvant éventuellement assurer certaines productions dans le domaine de la mode ». L'idée que la puissance de l'Allemagne sur tous les plans, militaire, politique et économique, prévalait, conduisait, entre autres, à ne réserver pour la France qu'un rôle mineur dans sa propre industrie et à ne lui laisser, en compensation, que le développement de la viticulture, la mode, le luxe et autres activités « secondaires ». La France deviendrait en quelque sorte le « potager et le Luna Park » de l'Europe nazie.
Les nazis voulaient faire essentiellement de Paris une préfecture de la frivolité (treize bordels réservés aux Allemands, se transformant souvent en rendez-vous mondains) et des loisirs de masse, et une des manières de résister à ce qui est considéré comme « décadence » pour certains artistes consiste à maintenir un certain niveau de culture (théâtre, opéra, arts plastiques, etc.),,,.
Si, selon Alan Julian T. Jackson, la politique allemande visait à briser l'hégémonie culturelle française et en faire la région agricole de l'Europe, favorisant le régionalisme littéraire développé par Vichy, selon Stéphane Guégan, les autorités allemandes ont fait, au contraire, preuve d'un grand libéralisme : « art, cinéma, théâtre et édition ont connu alors une sorte d'âge d'or » prolongeant le bouillonnement culturel des années 1930.

## Libération et épuration

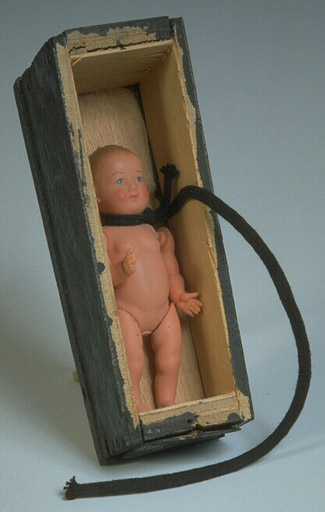
Petit cercueil en bois envoyé à un collaborateur, à l'intérieur duquel est déposée une petite poupée pendue au bout d'un lacet, musée de Bretagne.

Les nouveaux pouvoirs issus de la Résistance intérieure et du Gouvernement provisoire de la République française mirent fin aux violences spontanées et procédèrent à l'épuration judiciaire. Les excès de l'« épuration sauvage » n'ont pas dégénéré dans un « bain de sang » général. Mais, avant que les cours de justice et chambres civiques soient créées et installées, et parfois après, les résistants et les populations s’en prennent aux collaborateurs. Cette épuration extrajudiciaire, ou « épuration sauvage », vise principalement des collaborateurs avérés, notamment les miliciens de Darnand, ou des militants de partis collaborationnistes. Elle a également lieu à la Libération à la faveur des mouvements de foules, où la joie et le désir de vengeance se mêlent. Les femmes ayant collaboré sont tondues (20 000 au total), à la Libération, mais aussi au printemps 1945, au retour des camps. Les exécutions extrajudiciaires de collaborateurs, ou considérés comme tels, sont l’objet d’une légende noire où les chiffres deviennent de vrais arguments dans les tentatives de réhabilitation de certains. Cependant, même si les dérapages et les actions de pur banditisme existent (Maquis Lecoz), toutes les exécutions « extralégales » ne sont pas empreintes d'injustice.[réf. à confirmer]
La justice d'épuration fut globalement inégale. Elle comporte des cas de vengeance pure et aveugle, à côté d'une réelle activité légale de poursuites judiciaires. Les lois d'amnistie (1951 à 1953) interviennent après une décennie de jugements. L'épuration légale est sévère comparativement aux autres pays d'Europe, notamment en nombre de peines de mort ; mais elle a connu une portée moins étendue si on tient compte du nombre de peines de prison.
Par la suite, l’épuration judiciaire prend le relais. Elle s’exerce par l’entremise de tribunaux d’exception : la Haute cour de justice, les cours de justice et les chambres civiques pour les actions non réprimées par le code pénal. L'épuration touche tous les secteurs d'activité et toutes les couches de la société.
Le cinquantenaire de la fin de la Seconde Guerre mondiale, au milieu des années 1990, fut l’occasion de nombreuses études permettant d’éclairer d’une lumière nouvelle cette période extraordinaire, au sens propre du terme, qu’est la Libération. Ce fut également le moment de synthétiser l’ensemble des travaux concernant la période. Ainsi, l’épuration extrajudiciaire entraîna la mort de 10 000 personnes, la tonte de 20 000 « horizontales ». L’épuration légale concerna plus de 300 000 dossiers, dont 127 000 entraînent des jugements, ce qui donne 97 000 condamnés. Les peines allant de 5 ans de dégradation nationale à la peine de mort. Soucieux de réduire rapidement la fracture entre les Français, le gouvernement de la République française vota trois amnisties pour les épurés, dès 1947, puis, en 1951 et 1953.
L’épuration est très rapidement un sujet polémique. Les premiers à écrire sur le sujet sont les épurés eux-mêmes ou les épurateurs. Ce qui ne favorise pas la neutralité des propos. De plus, les journaux d’extrême-droite et les anciens vichystes ou leurs avocats relaient la « légende noire » de l’épuration : massacres, chiffres farfelus. Cependant, les dernières enquêtes réalisées par le Comité d’Histoire de la Seconde Guerre mondiale (CHGM) et son successeur, l’Institut d'histoire du temps présent (IHTP), donnent pour 84 départements (sur 90 en 1945) le chiffre de 8 775 exécutions sommaires lors de l’épuration extrajudiciaire, auxquels il faut ajouter les condamnés à mort par la Haute cour de justice et les cours de justice (791 ou 767 suivant les enquêtes), et par les cours martiales (769 pour 77 départements selon l’IHTP). L’épuration aurait donc causé entre 10 000 et 11 000 morts.
En valeur absolue, moins de Français furent internés que dans les Pays-Bas. Moins d'un Français sur 1 000 fut interné ou arrêté, ce qui reste très en dessous des taux du Danemark, de la Norvège, de la Belgique et des Pays-Bas. Plus de 1 500 condamnés à mort furent exécutés. Cependant, deux condamnations sur trois à la peine capitale furent commuées, taux le plus élevé d'Europe occidentale.
L'épuration est considérée comme limitée en comparaison des chiffres de la répression effectuée par les nazis et les français collaborationnistes de 1940 à 1944, estimés à 200 000 morts.
Les dossiers de 200 000 collaborateurs vont être rendus public par le gouvernement, de la fin décembre 2015 jusqu'à 2019, et seront disponibles pour consultation par le public.

### Ouvrages généraux
- Krisztián Bene, La collaboration militaire française dans la Seconde Guerre mondiale, Talmont-Saint-Hilaire, Éd. Codex, 2012, 587 p. (ISBN 978-2-918783-03-9, OCLC 802608178, lire en ligne).
- Christophe Belser (2 vol : 1, Les années noires ; 2, Intelligence avec l'ennemi.), La collaboration en Loire-Inférieure : 1940-1944, La Crèche, Geste, coll. « Histoire », 2005, 357 p. (ISBN 978-2-84561-210-5 et 978-2-845-61211-2, OCLC 470371015).
- Pierre Brana et Joëlle Dusseau, Collaboratrices,  1940-1945 : Histoire des femmes qui ont soutenu le régime de Vichy et l’occupant nazi, Paris, Perrin, 2024, 384 p. (ISBN 978-2-262-10010-0).
- Philippe Burrin, La Dérive fasciste : Doriot, Déat, Bergery, 1933-1945, Paris, Éditions du Seuil, coll. « Points histoire » (no 325), 2015 (1re éd. 1986), 585 p. (ISBN 978-2-02-058923-9 et 2-02-058923-0, présentation en ligne), [présentation en ligne], [présentation en ligne].
- Philippe Burrin, La France à l'heure allemande : 1940-1944, Paris, Seuil, 1995, 559 p. (ISBN 978-2-02-018322-2, OCLC 873720561).
- Michèle Cotta, La collaboration 1940-1944, Colin, coll. « Kiosque : les faits, la presse, l'opinion » (no 24), 1965, 2e éd. (1re éd. 1963) (OCLC 476171881).
- Simon Epstein, Les dreyfusards sous l'Occupation, Paris, Albin Michel, coll. « Bibliothèque Albin Michel. Histoire », 2001, 358 p. (ISBN 2-226-12225-7, OCLC 807645766).
- Jean-Pierre Koscielniak (préf. Philippe Souleau), Collaboration et épuration en Lot-et-Garonne, 1940-1945, Narrosse, Éditions d'Albret, 2003, 319 p. (ISBN 978-2-913055-06-3, OCLC 53878385).
- Pascal Ory, Les Collaborateurs, 1940-1945, Paris, Éditions du Seuil, coll. « Points histoire » (no 43), 1980 (1re éd. 1977), VI-331 p. (ISBN 2-02-005427-2, présentation en ligne).
- Pascal Ory (présenté par), La France allemande (1933-1945) : paroles du collaborationnisme français, Éd. Gallimard/Julliard, coll. « archives » (no 67), 1977, 276 p..
- Robert Paxton, La France de Vichy 1940-1944 [« Vichy France Old guard and new ordre, 1940-1944 »], Paris, Éditions du Seuil, coll. « Points histoire », 1997, 475 p. (ISBN 978-2-02-039210-5, OCLC 255648941).
- (de) Eberhard Jäckel, Frankreich in Hitlers Europa – Die deutsche Frankreichpolitik im Zweiten Weltkrieg, Deutsche Verlag-Anstalg GmbH, Stuttgart, 1966 ; traduction : La France dans l'Europe de Hitler (préface de Alfred Grosser, traduction de Denise Meunier), éd. Fayard, coll. « Les grandes études contemporaines », 1968, 554 p.
- (en) Gerhard Hirschfeld en Patrick Marsh (éd.): Collaboration in France. Politics and Culture during the Nazi Occupation, 1940-1944, Berg Publishers, 1989.
- Franz Josef Burghardt et Daniela Topp-Burghardt, Amours sous les Armes Secrètes d'Hitler. Les agents du contre-espionnage allemand pour la sécurité des armes-V et leurs amies françaises dans le Nord de la France 1943/44, Paris 2021  (ISBN 978-2-322-37966-8)

### Partis et mouvements politiques
- R. Handourtzel et C. Buffet, La collaboration… à gauche aussi, éd. Perrin, Paris, 1989.
- Pierre Lambert et Gérard Le Marec, Partis et mouvements de la Collaboration : Paris, 1940-1944, Paris, J. Grancher, coll. « Témoignages pour l'histoire », 1993 (réimpr. 2002), 257 p. (ISBN 978-2-7339-0420-6, OCLC 415306194).
- (de) Ahlrich Meyer, Täter im Verhör. Die 'Endlösung der Judenfrage' in Frankreich 1940-1944, Wissenschaftliche Buchgesellschaft, Darmstadt, 2005, 471 p.  (ISBN 3534175646).

### Administration
- Marc-Olivier Baruch (préf. Jean-Pierre Azéma), Servir l'État français : l'administration en France de 1940 à 1944, Paris, Fayard, coll. « Pour une histoire du XXe siècle », 1997, 737 p. (ISBN 2-213-59930-0, présentation en ligne), [présentation en ligne], [présentation en ligne].

#### Police
- Jean-Marc Berlière et Laurent Chabrun, Les policiers français sous l'Occupation : d'après les archives inédites de l'épuration, Paris, Perrin, 2001 (réimpr. 2009), 388 p. (ISBN 978-2-262-01626-5, OCLC 421901027).
- Jean-Marc Berlière et Franck Liaigre, Le sang des communistes : les bataillons de la jeunesse dans la lutte armée, automne 1941, Paris, Fayard, coll. « Nouvelles études contemporaines », 2004, 415 p. (ISBN 2-213-61487-3, présentation en ligne), [présentation en ligne].
- Jean-Marc Berlière et Franck Liaigre, Liquider les traîtres : la face cachée du PCF, 1941-1943, Paris, Robert Laffont, 2007, 510 p. (ISBN 978-2-221-10756-0, présentation en ligne). Réédition : Jean-Marc Berlière et Franck Liaigre, Liquider les traîtres : la face cachée du PCF, 1941-1943, Paris, Robert Laffont, coll. « Documento », 2015, 510 p. (ISBN 978-2-221-15617-9, BNF 44272021).
- Jean-Marc Berlière et Laurent Chabrun, Les policiers français sous l'Occupation : d'après les archives inédites de l'épuration, Paris, Perrin, 2001 (réimpr. 2009), 388 p. (ISBN 978-2-262-01626-5, OCLC 421901027).
- Jean-Marc Berlière, Polices des temps noirs : France, 1939-1945, Paris, Perrin, 2018, 1357 p. (ISBN 978-2-262-03561-7, présentation en ligne).
- Pascale Froment (préf. Pierre Laborie, nouvelle édition revue et augmentée), René Bousquet, Paris, Fayard, coll. « Pour une histoire du XXe siècle », 2001, 2e éd. (1re éd. Stock, 1994), 638 p. (ISBN 978-2-213-61047-4, présentation en ligne).
- Laurent Joly, L'antisémitisme de bureau : enquête au cœur de la Préfecture de police de Paris et du Commissariat général aux questions juives (1940-1944), Paris, Grasset, 2011, 444 p. (ISBN 978-2-246-73691-2, présentation en ligne).

#### Justice
- Robert Badinter, Un antisémitisme ordinaire : Vichy et les avocats juifs, 1940-1944, Paris, Fayard, 1997, 256 p. (ISBN 2-213-59802-9).
- Alain Bancaud, Une exception ordinaire : la magistrature en France, 1930-1950, Paris, Gallimard, coll. « NRF essais », 2002, 514 p. (ISBN 2-07-076494-X).
- Liora Israël, Robes noires, années sombres : avocats et magistrats en résistance pendant la Seconde Guerre mondiale, Paris, Fayard, coll. « Pour une histoire du XXe siècle », 2005, 547 p. (ISBN 978-2-213-62288-0, OCLC 876544951).
- Jean-Paul Jean (dir.) (préf. Robert Badinter), Juger sous Vichy, juger Vichy, Paris, La Documentation française, coll. « Histoire de la justice » (no 29), 2018, 451 p. (ISBN 978-2-11-145692-1).
- Hervé Lamarre, L'affaire de la Section Spéciale. 2, Fayard, coll. « Folio » (no 699), 1975, 532 p. (OCLC 627727733).

### Presse
- Pierre-Marie Dioudonnat, L'argent nazi à la conquête de la presse française, 1940-1944, Paris, Éditions J. Picollec, 1981, 309 p. (ISBN 978-2-86477-029-9, OCLC 476328495).

### Entreprises françaises
- Le groupe de recherche du CNRS sur les entreprises françaises sous l'occupation.
- Numéro spécial « Les Entreprises allemandes durant la Seconde Guerre mondiale », Histoire, économie et société, octobre-décembre 2005, no 4, lire en ligne.
- Dominique Barjot (dir.), Histoire, économie et société, 1992, 11e année, n°3, « Stratégies industrielles sous l'occupation », lire en ligne.
- Marc Bergère (dir.) et al., L'épuration économique en France à la libération, Rennes, France, Presses Universitaires de Rennes, 2008, 344 p. (ISBN 978-2-7535-3086-7, OCLC 960808900, lire en ligne).
- Hubert Bonin (dir.) et al., Les entreprises et l'outre-mer français pendant la Seconde Guerre mondiale, Pessac, Maison des sciences de l'homme d'Aquitaine, 2010, 353 p. (ISBN 978-2-85892-366-3, OCLC 699521229).
- Agnès Callu (dir.), Patrick Eveno (dir.) et Hervé Joly (dir.), Culture et médias sous l'Occupation : des entreprises dans la France de Vichy : : actes du VIIIe Colloque du GDR 2539 du CNRS "Les entreprises françaises sous l'Occupation", tenu à l'Institut Mémoires de l'édition contemporaine, Saint-Germain-la-Blanche-Herbe, Calvados, 13-14 avril 2008, Paris, Éd. du CTHS, coll. « histoire » (no 39), 2009, 390 p. (ISBN 978-2-7355-0700-9).
- Christian Chevandier (dir.) et Jean-Claude Daumas (dir.), Travailler dans les entreprises sous l'Occupation : actes du Ve Colloque du GDR du CNRS "Les entreprises françaises sous l'Occupation", tenu à Dijon, les 8 et 9 juin 2006 et à Besançon, les 12 et 13 octobre 2006, Besançon, Presses universitaires de Franche-Comte, coll. « Les cahiers de la MSH Ledoux, no 10.; Série Intelligence territoriale, no 5. », 2007, 523 p. (ISBN 978-2-84867-211-3, OCLC 213307288, lire en ligne).
- Olivier Dard (dir.), Hervé Joly (dir.) et Philippe Verheyde (dir.), Les entreprises françaises, l'Occupation et le second XXe siècle, Metz, Centre de recherche universitaire lorrain d'histoire, coll. « Centre de recherche universitaire lorrain d'histoire, Site de Metz » (no 43), 2011, 379 p. (ISBN 978-2-85730-049-6, OCLC 781260522).
- Olivier Dard (dir.), Jean-Claude Daumas (dir.) et François Marcot (dir.), L'Occupation, l'État français et les entreprises : actes du colloque organisé par l'Université de Franche-Comté, Laboratoire des sciences historiques et le Musée de la Résistance et de la déportation de Besançon, à Besançon, les 24, 25 et 26 mars 1999, Paris, Association pour le développement de l'histoire économique (ADHE), coll. « Histoire économique », 2000, 487 p. (ISBN 2-912912-06-7, OCLC 491435669, présentation en ligne).
- Sabine Effosse (dir.), Marc de Ferrière le Vayer (dir.) et Hervé Joly (dir.), Les entreprises de biens de consommation sous l'occupation, Tours, Presses universitaires François-Rabelais, coll. « Perspectives historiques. », 2010, 347 p. (ISBN 978-2-86906-254-2, OCLC 549153681, lire en ligne).
- Fabrice Grenard, Florent Le Bot et Cédric Perrin, Histoire économique de Vichy : l'État, les hommes, les entreprises, Paris, Perrin, 2017, 440 p. (ISBN 978-2-262-03565-5, présentation en ligne).
- Hervé Joly (dir.), Faire l'histoire des entreprises sous l'Occupation : les acteurs économiques et leurs archives, Paris, Comité des travaux historiques et scientifiques, 2004, 373 p. (ISBN 978-2-7355-0559-3, OCLC 2735505596, présentation en ligne).
- Hervé Joly (dir.), Les comités d'organisation et l'économie dirigée du régime de Vichy : actes du colloque international, [Mémorial de] Caen, 3-4 avril 2003, Caen, Centre de recherche d'histoire quantitative, coll. « Seconde Guerre mondiale » (no 2), 2004, 320 p. (ISBN 978-2-9519438-5-8, OCLC 493252028).
- Hervé Joly (ed.), Les archives des entreprises sous l'Occupation : conservation, accessibilité et apport, Lille, IFRESI, 2005, 319 p. (ISBN 978-2-911975-30-1, OCLC 716505294).
- Hervé Joly, L'économie de la zone non occupée, 1940-1942 : textes issus de la table ronde organisée par le Groupement de recherche 2539 du CNRS "Les entreprises françaises sous l'Occupation", tenue les 13 et 14 octobre 2005 à l'École normale supérieure Lettres et sciences humaines de Lyon, Paris, Éd. du CTHS, coll. « Histoire / 24 », 2007, 378 p. (ISBN 978-2-7355-0627-9, OCLC 992944358).
- Annie Lacroix-Riz (préf. Jean Ziegler), Industriels et banquiers français sous l'Occupation : la collaboration économique avec le Reich et Vichy, Paris, A. Colin, coll. « Références. Histoire », 1999, 661 p. (ISBN 978-2-200-25109-3, OCLC 301668909).
- Florent Le Bot, « La naissance du Centre des jeunes patrons (1938-1944). Entre réaction et relève », Vingtième Siècle : Revue d'histoire, no 114, 2/2012, p. 99-116, lire en ligne.
- Claude Malon, Occupation, épuration, reconstruction : le monde de l'entreprise au Havre, 1940-1950, Saint-Aignan, Publications des Universités de Rouen et du Havre, 2012, 421 p. (ISBN 978-2-87775-554-2, OCLC 859738932, lire en ligne).
- Michel Margairaz (dir.), Banques, Banque de France et Seconde Guerre mondiale : Actes de la journée d'études du 4 juin 1999, Paris, Mission historique de la banque de France, Paris, Albin Michel, 2002, 199 p. (ISBN 978-2-226-13286-4, OCLC 50085530).
- Marie-Noëlle Polino (dir.), John Barzman (dir.) et Hervé Joly (dir.), Transports dans la France en guerre : 1939-1945, Mont-Saint-Aignan, Publications des Universités de Rouen et du Havre, 2007, 429 p. (ISBN 978-2-87775-433-0, OCLC 315594666).
- Renaud de Rochebrune et Jean-Claude Hazera, Les Patrons sous l'occupation, Paris, O. Jacob, coll. « Histoires, hommes, entreprises. », 1995, 874 p. (ISBN 978-2-7381-0328-4, OCLC 924971059, lire en ligne) (et collection semi-poche en 2 volumes 1997).
- Denis Varaschin (dir.), Les Entreprises du secteur de l’énergie sous l’Occupation, Arras, Artois Presses Université, coll. « L’Histoire », 2006, 448 p. (ISBN 978-2-84832-045-8, SUDOC 10854480X, présentation en ligne).
- Patrick Veyret, Lyon, 1939-1949 de la collaboration industrielle à l'épuration économique, Châtillon-sur-Chalaronne, Éd. la Taillanderie, coll. « Histoire populaire », 2008, 255 p. (ISBN 978-2-87629-398-4, OCLC 698830752).
- Antoine Dreyfus, Les raisins du Reich : Quand les vignobles français collaboraient avec les nazis, Flammarion, 2021, 380 p. (ISBN 9782081517301)

### Banque des Règlements Internationaux
- Gian Trepp, Bankgeschäfte mit dem Feind. Die Bank für Internationalen Zahlungsausgleich im Zweiten Weltkrieg. Von Hitlers Europabank zum Instrument des Marshallsplans, Zurich, Rotpunktverlag, 1996.

### Entreprises étrangères
- Edwin Black (trad. Odile Demange), IBM et l'Holocauste : l'alliance stratégique entre l'Allemagne nazie et la plus puissante multinationale américaine [« IBM and the Holocaust »], Paris, R. Laffont, 2001, 595 p. (ISBN 978-2-221-09276-7, OCLC 716389265).
- (en) Scott Newton, Profits of peace : the political economy of Anglo-German appeasement, Oxford England, Clarendon Press, 1996, 217 p. (ISBN 978-0-19-167516-4 et 978-0-198-20212-7, OCLC 897175339).
- (en) John Gillingham, Belgian business in the Nazi new order, 1977.
- (en) Gabriel Kolko, The Politics of War : The World and United States Foreign Policy, 1943-1945, New York, Pantheon Books, 1990, 691 p. (ISBN 978-0-679-72757-6, OCLC 833910221).

### Juifs et mouvements juifs
- Simon Epstein, Un paradoxe français : antiracistes dans la Collaboration, antisémites dans la Résistance, Paris, Albin Michel, coll. « Bibliothèque Albin Michel de l'histoire », 2008, 622 p. (ISBN 978-2-226-17915-9, OCLC 876574235, lire en ligne).
- Michel Laffitte (préf. Pierre Vidal-Naquet), Un engrenage fatal : l'UGIF face aux réalités de la Shoah, 1941-1944, Paris, Liana Levi, coll. « Histoire », 2003, 365 p. (ISBN 2-86746-343-2, présentation en ligne).